# 古莱叙西耶
古莱叙西耶（法語：Goux-les-Usiers，法語發音：[ɡu lez‿yzje]）是法国杜省的一个旧市镇，位于该省中南部，属于蓬塔利耶区。2024年1月1日，古莱叙西耶与邻近的2个市镇合并为新市镇瓦勒迪西耶。

## 地理
古莱叙西耶（46°58'18"N, 6°16'40"E）面积17.63 平方千米，位于法国勃艮第-弗朗什-孔泰大區杜省，该省份为法国东部内陆省份，北起上索恩省，西接汝拉省，东部及东南部与瑞士接壤，东北部与贝尔福地区省接壤。
与古莱叙西耶接壤的市镇（或旧市镇、城区）包括：乌昂、维耶桑。
古莱叙西耶的时区为UTC+01:00、UTC+02:00（夏令时）。

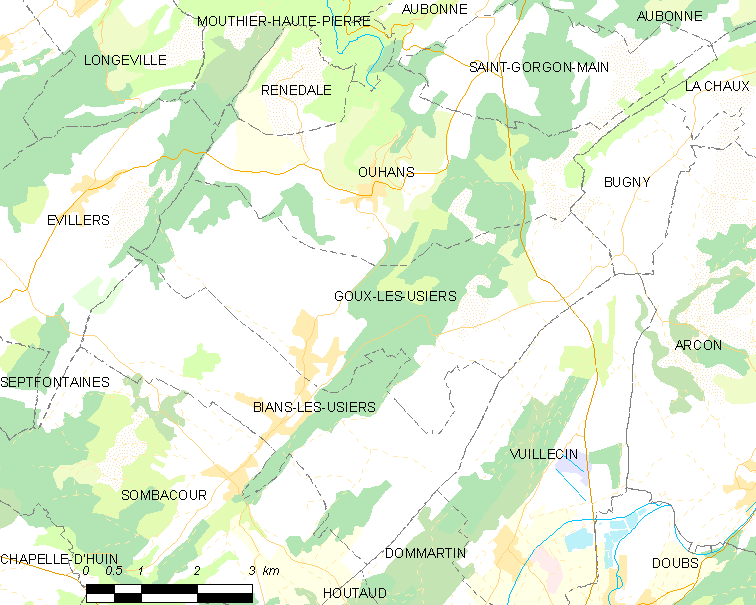
古莱叙西耶的OSM定位图

## 行政
古莱叙西耶的邮政编码为25520，INSEE市镇编码为25282。

## 政治
古莱叙西耶所属的省级选区为奥尔南县。

## 人口

1962-2008年间古莱叙西耶人口变化图示

古莱叙西耶于2021年1月1日时的人口数量为791人。